# Klaus Schräder-Grau
Klaus Schräder-Grau (* 1971 in Bochum) ist ein deutscher Journalist und Hörfunkmoderator.

## Biografie
Schräder-Grau begann seine Hörfunkkarriere 1988 beim Kabelpilotprojekt des WDR in Dortmund. Mit Beginn des Lokalfunks in Nordrhein-Westfalen wurde er 1990 freier Mitarbeiter der Ruhrwelle Bochum sowie von DO 91.2 in Dortmund. 1992 leistete er seinen Grundwehrdienst bei der Bundeswehr in Ahlen ab und arbeitete nebenbei als DJ in Großraumdiscotheken in Nordrhein-Westfalen.
1995 wechselte er zunächst als Volontär, später als Niederlassungsleiter West zur Miss Germany Association. Die Veranstaltungsagentur war in den 1990er-Jahren in Besitz zahlreicher Lizenzen für bedeutende internationale Wettbewerbe wie etwa für die Wahl zur Miss Universe. 1998 nahm Schräder-Grau ein Fernstudium zum Thema Journalismus auf, das er abschloss. Zeitgleich begann er eine freiberufliche Tätigkeit im Landesstudio Bielefeld des WDR. Dort erstellte er zahlreiche Beiträge für die Hörfunkwellen des WDR und für das Fernsehprogramm Lokalzeit OWL. Parallel arbeitete er für das ZDF in Düsseldorf sowie für den NDR in Hannover.
2001 wandte er sich erneut dem Privatfunk zu und wechselte als News-Anchor in die Sky-Group. Der Konzern startete in Kassel mit Sky Radio Hessen sein erstes Radioprogramm in Deutschland. 2006 wechselte er als Chef vom Dienst und stellvertretendem Chefredakteur zum Lokalsender Radio Herne.
2011 ging Schräder-Grau zurück zum öffentlich-rechtlichen Rundfunk. Für die damals neu gestartete Wortredaktion von WDR 4 im WDR-Landesstudio Dortmund war er bis Ende 2024 als Autor tätig. Zeitweise wurde er auch als WDR-Redakteur fest angestellt. Seit 2013 arbeitet er zudem für den MDR, zunächst als Nachrichtenredakteur für die Welle „mdr Jump“ in Halle (bis 2018). Seit 2016 ist er Moderator für die Musikwelle mdr-Schlagerwelt im Landesfunkhaus Thüringen in Erfurt, seit 2017 auch für die mdr-Musiknacht, die 2021 in der ARD-Hitnacht aufging. Von Juni 2023 bis Ende 2024 moderierte er bei SWR1 in Stuttgart. Im Januar 2025 wechselte Schräder-Grau zu SWR4. Dort moderiert er seitdem die Abendstrecken des Senders.

## Privates
Klaus Schräder-Grau ist verheiratet und hat eine Tochter.